# كينجي تاناكا دي باولا
كينجي تاناكا دي باولا (بالبرتغالية: Kenji Tanaka de Paula‏) هو لاعب كرة قدم برازيلي، ولد في 15 سبتمبر 2001 في بليم في البرازيل.